# Jojanneke in de Prostitutie
Jojanneke in de Prostitutie was een onderzoeksjournalistiek programma dat door de EO werd uitgezonden op NPO 3. In dit programma bekijkt presentatrice Jojanneke van den Berge hoe het eraan toe gaat in de Nederlandse prostitutie en de wereld van de mensenhandel. Hiervoor bezoekt Van den Berge seksclubs, peeskamers en hotels en interviewt ze prostituees, loverboys, seksexploitanten en andere betrokkenen uit de seksbranche.
Het programma werd in de loop van januari 2015 uitgezonden in vier wekelijkse afleveringen van elk drie kwartier.

## Afleveringen
| Aflevering | Titel                        | Datum           | Kijkcijfers | Marktaandeel | Plek in top 25 |
| ---------- | ---------------------------- | --------------- | ----------- | ------------ | -------------- |
| 1          | Een normaal beroep           | 6 januari 2015  | 734.000     | 11,8%        | 19             |
| 2          | Ze kiezen er toch zelf voor? | 13 januari 2015 | 392.000     | 6,3%         | —              |
| 3          | Pooier zoekt slet            | 20 januari 2015 | 502.000     | 8,4%         | —              |
| 4          | Gouden bergen                | 27 januari 2015 | 400.000     | 6,6%         | —              |